# Луциан-кахи
Луциан-кахи, или морской адвокат, или чёрный юрист (лат. Lutjanus apodus), — вид лучепёрых рыб из семейства луциановых. Распространены в западной части Атлантического океана. Максимальная длина тела 79,1 см.

## Описание
Тело веретенообразное, умеренно высокое, его высота укладывается 2,3—2,8 раз в стандартную длину тела. Рыло длинное и немного заострённое. Рот большой. Предглазничная кость относительно широкая, её ширина обычно больше диаметра глаза. Хорошо развиты предглазничные выемка и выпуклость. Клыковидные зубы в передней части верхней челюсти значительно крупнее таковых на нижней челюсти. Пара клыков на верхней челюсти увеличенная и видна при закрытом рте. Есть зубы на сошнике и нёбе; на сошнике расположены в форме якоря со срединным выступом в задней части. На первой жаберной дуге 17—22 жаберных тычинок, из них 5—7 на верхней части и 11—15 на нижней части. В спинном плавнике 10 жёстких и 14 мягких лучей. В анальном плавнике 3 жёстких и 8 мягких лучей. Последние лучи в мягкой части спинного плавника и в анальном плавнике не удлинённые. Задний край спинного и анального плавников закруглённый. В грудных плавниках 16—17 мягких лучей, окончания плавников доходят до анального отверстия. Хвостовой плавник усечённый или немного выемчатый. В боковой линии 40—45 трубчатых чешуек; над боковой линией ряды чешуй проходят параллельно к боковой линии. Чешуя заходит на щёки; на рыле и верхней челюсти чешуи нет.
Спина и верхняя часть тела оливково-зелёного цвета с жёлтым оттенком. Нижняя сторона тела и брюхо светлее. Вдоль основания передней мягкой части спинного плавника проходит несколько рядов узких бледных полосок (у крупных особей полоски могут быть слабо выражены или отсутствовать); тёмное пятно в данной области тела отсутствует. На голове под глазом обычно есть синяя линия, которая проходит от верхней челюсти до вершины жаберной крышки; линия часто прерывается чёрточками и точками. Плавники ярко-жёлтые, жёлто-зелёные или бледно-оранжевые.
Максимальная длина тела 79,1 см, обычно до 35 см; масса тела — до 10,8 кг.

## Биология
Морские бентопелагические рыбы. Молодь обитает в литоральной зоне, иногда заходит в эстуарии. Образуют небольшие скопления в дневное время. Взрослые особи встречаются у коралловых рифов, в мангровых зарослях над песчаными и илистыми грунтами на глубине от 1 до 89 м.

### Питание
Молодые особи морских адвокатов (длина менее 70 мм) питаются преимущественно ракообразными (амфиподы и крабы). Более крупные особи (длина тела более 70 мм) переходят на питание рыбами. Также в состав их рациона входят крабы, креветки и ротоногие.

### Размножение
Самцы и самки впервые созревают при длине тела 25 см в возрасте 1—2 лет. У берегов Ямайки нерестятся в феврале — июне и августе — ноябре.

## Ареал
Распространены в прибрежных тропических водах западной части Атлантического океана от Массачусетса до Тринидада и севера Бразилии, включая Мексиканский залив, Карибское море, Бермудские и Багамские острова. Севернее Флориды встречаются редко. У Массачусетса обнаружена только молодь, которая не выживает в зимние месяцы.

## Взаимодействие с человеком
Представляет интерес для коммерческого промысла. Популярный объект спортивной рыбалки.
Международный союз охраны природы присвоил этому виду охранный статус «Вызывающий наименьшие опасения».